# Ninken
L'emperador Ninken (japonès: 仁賢天皇, Ninken-tennō) (449 — Tenri, 9 de setembre de 498) va ser el 24è emperador llegendari del Japó, segons l'ordre tradicional de successió. No es poden assignar dates fermes a la vida o regnat d'aquest emperador, però convencionalment es considera que va regnar del 4 de febrer de 488 al 9 de setembre de 498.

## Història llegendària
Es considera que Ninken va governar el país a finals del segle v, però hi ha poca informació sobre ell. No hi ha prou material disponible per a una verificació o estudi.
En la seva joventut, era conegut com el príncep Oke (億計). Juntament amb el seu germà petit, el príncep Woke, va guanyar protagonisme quan l'emperador Seinei va morir sense hereu. Es deia que els dos joves prínceps eren néts de l'emperador Richū. Cadascun d'aquests germans acabaràn pujant al tron del Japó com a hereus adoptius de Seinei, tot i que no és clar si havien estat adoptats en vida de Seinei o se'ls va anar a buscar després de la seva mort.
El germà petit d'Oke, que es coneixeria pòstumament com l'emperador Kenzō, va ascendir abans que el seu germà gran. Aquesta seqüència poc convencional responia a un acord fet pels dos germans.

## El regnat de Ninken
Quan l'emperador Kenzo va morir sense hereus, el príncep Oke el va succeir com a emperador Ninken.
El títol contemporani de Ninken no hauria estat tennō, ja que la majoria dels historiadors creuen que aquest títol no es va introduir fins als regnats de l'emperador Tenmu i l'emperadriu Jitō. Se suposa que en aquella època se l'hauria anomenat Sumeramikoto o Amenoshita Shiroshimesu Ōkimi (治天下大王), que significa "el gran rei que ho governa tot sota el cel". Alternativament, Hanzei podria haver estat anomenat també ヤマト大王/大君 ("Gran Rei de Yamato").
Ninken es va casar amb la filla de l'emperador Yuryaku, Kasuga no Ōiratsume no Himemiko, una cosina segona d'ell. La seva filla Tashiraka es va casar més endavant amb l'emperador Keitai, successor o possible usurpador després del seu germà, i es va convertir en mare de l'emperador Kinmei, avantpassat lineal de tots els futurs monarques del Japó. Sembla que també hi havia una altra filla, la princesa Tachibana, que al seu torn es va convertir en esposa de Senka i mare de la princesa Iwahime, que al seu torn es va convertir en consort de Kimmei.
Ninken va ser succeït pel seu fill, que accediria al tron com a emperador Buretsu.
No es coneix el lloc real de la tomba de Ninken. A l'emperador se'l venera tradicionalment en un santuari xintoïsta commemoratiu (misasagi) situat a Osaka.
L'Agència de la Casa Imperial designa aquest lloc com el mausoleu de Ninken, i formalment Kawachi no Sakado no hara no misasagi.

## Consorts i descendència
- Emperadriu (Kōgō) : Princesa Kasuga no Ōiratsume (春日大娘皇女), filla de l'emperador Yūryaku
  - Princesa Takarashi-no-Oiratsume-Hime (高橋大娘皇女)
  - Princesa Asazuma-Hime (朝嬬皇女)
  - Princesa Tashiraka (手白香皇女, b. 489), casada amb l'emperador Keitai
  - Princesa Kusuhi (樟氷皇女)
  - Princesa Tachibana no Nakatsu (橘仲皇女), casada amb l'emperador Senka
  - Príncep Ohatsuse no Wakasazaki (小泊瀬稚鷦鷯尊), esdevingut emperador Buretsu
  - Princesa Mawaka (真稚皇女)

- Consort (Hi) : Nukakimi-no-Iratsume (糠君娘), filla de Wani Nitsume
  - Princesa Kasuga no Yamada (春日山田皇女, d.539), casada amb l'emperador Ankan